# .edu
.edu — загальний домен верхнього рівня для освітніх установ США.
Домен .edu був створений 1 січня 1985 року як один з семи перших загальних доменів верхнього рівня та є найстаршим доменом верхнього рівня. 24 квітня 1985, cmu.edu, berkeley.edu, columbia.edu, purdue.edu, rice.edu, ucla.edu і стали першими шістьма зареєстрованими доменними іменами.
Скорочення .edu походить від educational — освітній. Це і є свідченням, що він зарезервований за освітніми установами. Цей домен можуть використовувати виключно освітні установи США. На початку створення цей домен могли отримувати і інші освітні установи поза територією США, наприклад Технологічний інститут Університету Карлсруе отримав домен kit.edu, Технологічний університет «Шаріф» (Тегеран) — sharif.edu, або український Національний аерокосмічний університет «Харківський авіаційний інститут» володіє доменом khai.edu, та Херсонський державний університет використовує домен kspu.edu.